# Baheri
Baheri är en ort i Indien.   Den ligger i distriktet Bareilly och delstaten Uttar Pradesh, i den norra delen av landet, 220 km öster om huvudstaden New Delhi. Baheri ligger 194 meter över havet och antalet invånare är 63 953.
Terrängen runt Baheri är mycket platt. Runt Baheri är det tätbefolkat, med 735 invånare per kvadratkilometer. Baheri är det största samhället i trakten. Trakten runt Baheri består till största delen av jordbruksmark.